# Capasa lycoraria
Capasa lycoraria là một loài bướm đêm trong họ Geometridae.